# Widmar Puhl

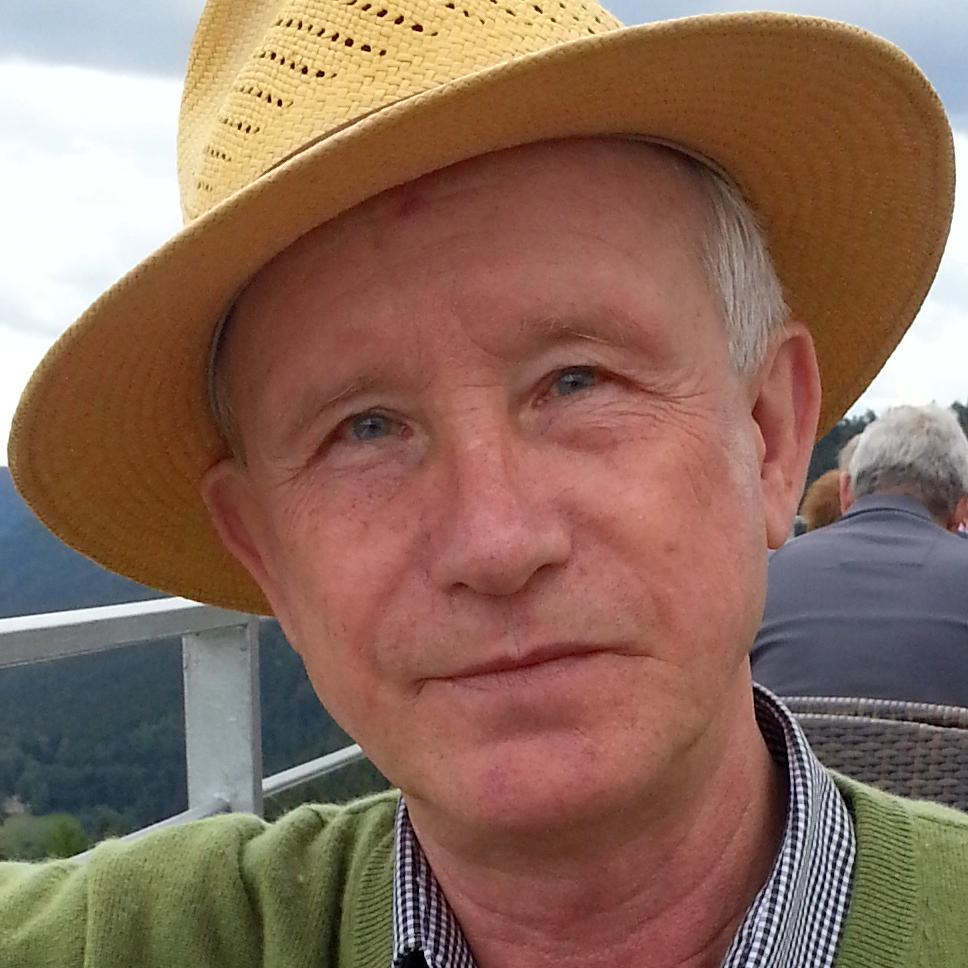
Widmar Puhl (2014)

Widmar Puhl (* 19. August 1951 in Zell (Mosel)) ist ein deutscher Schriftsteller.

## Leben
Widmar Puhl erhielt während der Schulzeit in Salzburg am Mozarteum eine solide musikalische Grundausbildung. Er studierte Germanistik und Hispanistik an der Universität Köln und arbeitete als Autor und Rundfunkredakteur für den SDR und später SWR sowie als Sachbuchredakteur. Seit 1990 wirkt er als freier Autor und Redakteur. Er lebt mit seiner Frau in Stuttgart.

## Werk
Widmar Puhl verfasste neben Lyrik, Sachbüchern, Biographien und Essays auch zahlreiche journalistische Arbeiten, Rezensionen und Texte für Anthologien, Zeitschriften und Zeitungen sowie Rundfunk und Fernsehen. So stellt er die Essaybände als Bücher in eine bessere
Relation zu den vielen anderen, hauptsächlich im Funk einzeln publizierten Essays. Einen besonderen Schwerpunkt seiner Arbeit bildete das Radio: Hörspiele, Autorenporträts, Reiseberichte, Reportagen aus der Wissenschaft, philosophische Betrachtungen und Features über soziale Themen sowie das schwierige Verhältnis zwischen dem christlichen und dem islamischen Kulturkreis. Für Dokumentarfilme wie „Die Tänzer von El Hierro“ (BR) oder „Weltpark Antarktis“ von Franz Lazi schrieb er das Drehbuch.
Mit seinen Gedichten „Suleikas rebellische Kinder“ wagte er 2019, als zeitgemäße Fortsetzung und Erweiterung des Dialogs zwischen den Kulturen, eine Entgegnung auf Goethes Divan.
Er ist Mitglied im Verband deutscher Schriftstellerinnen und Schriftsteller (VS) und im P.E.N.-Club Liechtenstein.

## Veröffentlichungen (Auswahl)
- Der kritische Blick. Anstöße zum Selberdenken. epubli, 2023, ISBN 978-3-7375-6842-5.

- Suleikas rebellische Kinder – Gedichte. (200 Jahre West-östlicher Divan). Pop Verlag, Ludwigsburg, 2019, ISBN 978-3-86356-275-5.
- Die Quellen des Zorns. Gefahr für Rechtsstaat & Demokratie. epubli, 2015, ISBN 978-3-7375-8227-8.
- Hermann Gundert – Der "Luther von Malabar" – Hermann Hesses Lieblingsgroßvater. epubli, 2015, ISBN 3-7375-0309-5.
- Handfeste Luftschlösser: Vom praktischen Nutzen der Utopie. Verlag Obleser Publizistik, Marbach, 2004, ISBN 3-935926-12-X.
- Wo der Regenbaum stand. Gedichte. Alkyon Verlag, Weissach im Tal, 1996
- Dichter für die Freiheit – von der subversiven Kraft der Literatur in Osteuropa. Mit 100 Kurzbiographien wichtiger Dissidenten.  Suhrkamp Verlag Berlin, 1993, ISBN 3-518-38673-5.
- Der Oberbürgermeister: Manfred Rommel. Ein Porträt. Orell Füssli Verlag, Zürich, 1990 ISBN 3-280-01997-4.